# Kaplanova nemocnice
Kaplanova nemocnice (hebrejsky: מרכז רפואי קפלן, Merkaz refu'i Kaplan, doslova Kaplanovo zdravotní centrum, anglicky: Kaplan Medical Center) je nemocnice ve městě Rechovot v Izraeli.

## Geografie
Leží v nadmořské výšce cca 60 metrů na jižním okraji města Rechovot a na severním okraji města Kirjat Ekron, cca 13 kilometrů od pobřeží Středozemního moře. Na východě ji míjí dálnice číslo 40.

## Popis
Provozuje ji zdravotní pojišťovna Klalit. Nemocnice vznikla v srpnu 1953 a je napojena na Hebrejskou univerzitu. Pojmenována je podle prvního ministra financí Izraele Eli'ezera Kaplana. Obsluhuje populaci cca 700 000 lidí. Je zde 535 lůžek. Ředitelem nemocnice je Ja'akov Jahav.